# Нижнеусинское
Нижнеусинское — село в Ермаковском районе Красноярского края в составе Верхнеусинского сельсовета.

## География
Село Нижнеусинское расположено на правом берегу реки Ус, выше устья реки Пасечная, в месте слияние реки Ус и её правого притока Красноярки с правым притоком последней Арсеньевкой, в межгорной котловине Западного Саяна, ограниченной Араданским (с севера) и Куртушубинским (с юга) хребтами.
Село находится примерно в 120 километрах по прямой на юго-юго-восток от районного центра села Ермаковское в долине реки Ус. В 1,5 км к югу от населённого пункта находится село с парным названием — Верхнеусинское.

## Климат
Климат резко континентальный с холодной продолжительной зимой и коротким жарким летом. Средняя многолетняя годовая температура воздуха составляет −2 °С, наиболее тёплым является июль, наиболее холодным — январь. Наблюдаются значительные температурные абсолютные минимумы и максимумы: температура воздуха в декабре может опуститься до −50,4 °С, а в мае подняться до +30 °С.

## История
В 1862 году по течению реки Уса, впадавшей в Енисей, были основаны две деревни на расстоянии 3-4 версты — Нижне-Усинская и Верхне-Усинская, которые составляли отдельное Усинское сельское общество. Селения официально были признаны властями и приписаны к Шушенской волости.
Село появилось при разделении села Усинское (большая часть села стала селом Верхнеусинским), впервые упомянуто в 1864 году. Первоначальное русское население составляли старообрядцы различных толков.

## Население
| 1989 | 2002 | 2010 |
| ---- | ---- | ---- |
| 462  | ↘400 | ↘392 |

Постоянное население составляло 66 человек в 2002 году (91 % русские), 48 — в 2010.